# Касапкьой
Касапкьой (на румънски: Sinoie, Синое, старо Casapchioi) е село в Румъния, община Саръюрт (Михай Витязу), окръг Кюстенджа (Констанца), Северна Добруджа.

## История
При селото се намира каменно-земленият ранно средновековен български укрепен лагер известен като Делул кале, разположен върху полуострова между езерата Головица и Змеица. Защитната линия с дължина 1476 m се състои от насип и ров, преграждащи основата на полуострова. Укреплението обхваща две стари каменни крепости. 
В XIX век Касапкьой е българско село. В 1832 година в селото са отворени българска църква и народно училище в което още тогава даскал Вичо Райнов преподава по Рибния буквар. След Берлинския конгрес през 1879 година селото попада в Кралство Румъния.
Според данни в пресата през 1917 година жители на Касапкьой отправят писмо до министър-председателя на Царство България Теодор Теодоров, в което писмено изказват своето негодувание срещу опитите да се представи техният край като населен с небългарско мнозинство. Запазени са сведения за дейността на училищната организация в Добруджа с протокол от 30 юли 1878, където се посочват имената на местни български първенци, натоварени с уреждането на българските училища в Бабадагското окръжие. Запазени са и именната на десетки местни дарители на Народо-спомагателния фонд "Добруджа". През 1918 година участникът в Научната експедиция в Добруджа Стилиян Чилингиров пише:
| „ | Някои от тях [българските села в Добруджа] в културно отношение не само могат да се поставят непосредно след Тулча, но могат и да се смятат като културни средища, изиграли почти равнозначуща роля с тая на добруджанската столица. Като такива смело могат да се посочат селата Долно Чамурлии, Касапкьой, Башкьой и Черна, особено първите две села, които най-напред отхранват доморасли просветни деятели: попове и учители, поели скоро в ръцете си просветата почти на цяла централна Добруджа. Едно село само не им отстъпва в това отношение - с. Алмалии, което се е числяло в турско време повече към Силистра, отколкото към градовете на Северна Добруджа. | “ |

Българското население на Касапкьой се изселва в България по силата на подписаната през септември 1940 година Крайовска спогодба.

## Личности
- Върбан Трошев, български учител и църковен певец, живял в селото около 1917 г.[7]